# Reg Jenkins
Reginald "Reg" Jenkins (Millbrook, 7 de octubre de 1938 – 29 de enero de 2013) fue un futbolista profesional inglés. Jugó en la demarcación de delantero en la Football League desde los años cincuenta hasta los años setenta.
Jenkins nació en Millbrook. Después de permanecer un corto período en el Truro City, Plymouth Argyle y en el Exeter City, fue traspasado al Torquay United en la temporada 1961–62, llegando a tener un total de 88 apariciones.
Posteriormente fue traspasado al Rochdale AFC en la temporada 1964–65, llegando a jugar durante nueve temporadas. Se convirtió en el máximo goleador del Rochdale, marcando un total de 119 goles para el club, y haciendo un total de 305 apariciones consiguiendo un récord que posteriormente sería superado por Graham Smith.
Mientras se recuperaba de una lesión de rodilla en Tenerife, España, Jenkins falleció en enero de 2013 a la edad de 74 años.

## Clubes
| Club            | País       | Año         | Partidos | Goles |
| --------------- | ---------- | ----------- | -------- | ----- |
| Truro City      | Inglaterra | 1956 - 1957 | ¿?       | ¿?    |
| Plymouth Argyle | Inglaterra | 1957 - 1960 | 16       | 3     |
| Exeter City     | Inglaterra | 1960 - 1961 | 20       | 6     |
| Torquay United  | Inglaterra | 1961 - 1964 | 88       | 23    |
| Rochdale AFC    | Inglaterra | 1964 - 1973 | 305      | 119   |